# Jivanji Jamshedji Modi
Jivanji Jamshedji Modi (1854–1933) – teljes nevén Shams-Ul-Ulama Dr. Sir Jivanji Jamshedji Modi – indiai tudós Mumbaiban (korábban Bombay) élt. J.J. Modi párszi (perzsa) eredetű, gazdag indiai család sarja, történelem és angol szakos diplomát szerzett az egyetemen. 1915-ben megismerte a heftaliták, azaz a fehér hunok történetét, akik a mai Afganisztán felől érkezve hódították meg Észak-Indiát. Kutatásait ezt követően a heftalita hunok, és Attila hunjai tanulmányozásának szentelte. Magyarországra – Zajti Ferenc közvetítésével – 1925-ben Horthy Miklós kormányzó meghívására érkezett.

## Kitüntetései és díjai
- B.A. (Bombay Egyetem, 1876)
- A Bombayi Egyetem tagja (1887)
- BEMÁRT. Litteris et Artibus (Svédország, 1889)
- Shams-Ul-Ulama (Brit India kormánya, 1893)
- Officer d’Academie (Franciaország, 1898)
- Officier de l’Instruction Publique (Franciaország, 1903)
- Ph.D. (Honoris Causa, Heidelberg, 1912)
- Az indiai kormány régészeti osztályának tiszteletbeli tudósítója (1914)
- C.I.E. (1917); Campbell Medalist B.B. Royal Asiatic Society (1918)
- A Bhandarkar Keleti Kutatóintézet tiszteletbeli tagja (1923)
- Chevalier de Légion d'honneur (Franciaország, 1925)
- Érdemkereszt (Magyarország 1925)
- Brit lovagrend (1930)
- LL.D. (Honoris Causa, Bombay Egyetem, 1931)